# Antonio Casimiro Gavira Moreno
Antonio Casimiro Gavira Moreno, né le 15 septembre 1959, est un homme politique espagnol membre du Parti socialiste ouvrier espagnol (PSOE).

## Biographie

### Vie privée
Il est marié et père d'une fille et un fils.

### Carrière politique
Le 20 décembre 2015, il est élu sénateur pour Séville au Sénat et réélu en 2016.